# Liste der Kellergassen in Grabern
Die Liste der Kellergassen in Grabern führt die Kellergassen in der niederösterreichischen Gemeinde Grabern an.
| Foto |                 | Kellergasse                                           | Standort                     | Beschreibung |
| ---- | --------------- | ----------------------------------------------------- | ---------------------------- | --- |
| ja   | Datei hochladen | Kellergasse Mittergrabern (Osten)                     | KG: Mittergrabern Standort   | Das beidseitige Kellergassensystem in Grabenlage befindet sich am südöstlichen Ortsrand. Es besteht aus 55 Gebäuden; die sich auffächernden Wege haben eine Gesamtlänge von 500 Metern. |
| ja   | Datei hochladen | Kellergasse Mittergrabern (2), Dorfberg beim Friedhof | KG: Mittergrabern Standort   | Am westlichen Ortsrand in der Nähe des Friedhofes zweigt die kurze Kellergasse von der L 35 ab und verläuft nach Nordwesten. Die Kellergasse ist eine beidseitige Einzelkellergasse in Grabenlage. Sie besteht aus 12 Gebäuden und hat eine Länge von 100 Metern.                                                                 |
| ja   | Datei hochladen | Kellergasse Obergrabern                               | KG: Obergrabern Standort     | Die Kellergasse verläuft in einem Graben bzw. an einer Geländekante, einseitig vom Ortszentrum in nordwestlicher Richtung einen Hang hinauf, sowie an einer kurzen im rechten Winkel nach Südwesten abzweigenden Sackgasse. Sie besteht aus 27 großteils eng aneinander gebauten Gebäuden und hat eine Länge von etwa 200 Metern. |
| BW   | Datei hochladen | Berigärten, Obergrabern                               | KG: Obergrabern Standort     | Das Kellergassensystem in Hanglage befindet sich im nördlichen Hintaus. In lockerer Verbauung erstrecken sich 16 Gebäude über eine Länge von etwa 200 Metern. Die älteste Datierung ist von 1882. |
| BW   | Datei hochladen | Leiten, Obergrabern                                   | KG: Obergrabern Standort     | Die einzeilige knapp 100 m lange Kellergasse an einer Geländekante umfasst elf Keller. |
| BW   | Datei hochladen | Nördliches Hintaus, Obersteinabrunn                   | KG: Obersteinabrunn Standort | Das Kellergassensystem in Hanglage befindet sich im nördlichen Hintaus. In lockerer Verbauung erstrecken sich 21 Gebäude über eine Länge von etwa 300 Metern. |
| BW   | Datei hochladen | Südliches Hintaus, Obersteinabrunn                    | KG: Obersteinabrunn Standort | Die einseitige Einzelkellergasse befindet sich an einer Geländekante im südlichen Hintaus. Sie umfasst auf 150 Meter Länge zehn Gebäude. |
| BW   | Datei hochladen | Windpassinger Weg, Obersteinabrunn                    | KG: Obersteinabrunn Standort | Die einseitige Einzelkellergasse befindet sich an einer Geländekante am östlichen Ortsrand. Sie umfasst zehn Gebäude auf einer Länge von etwa 100 Metern. |
| ja   | Datei hochladen | Kellergasse Schöngrabern                              | KG: Schöngrabern Standort    | Die 730 Meter lange einzeilige Einzelkellergasse liegt am westlichen Ortsrand an einer Geländekante und in der Ebene. Sie besteht aus 82 meist dicht aneinander gebauten Kellern. Gegenüber der Kellerzeile sind Grünflächen und eine parkähnliche Anlage.                                                                        |
| ja   | Datei hochladen | Südöstliches Hintaus, Schöngrabern                    | KG: Schöngrabern Standort    | Die einzeilige Einzelkellergasse liegt an einer Geländekante im südöstlichen Hintaus. Sie umfasst 12 Keller in lockerer Verbauung auf einer Länge von etwa 200 Metern. |
| BW   | Datei hochladen | Kellerplatzl, Windpassing                             | KG: Windpassing Standort     | In den Gassen des südlichen Ortsrands befinden sich einige Keller; insbesondere am Kellerplatzl. |
| BW   | Datei hochladen | Nördliches Hintaus, Windpassing                       | KG: Windpassing Standort     | Die einzeilige Einzelkellergasse liegt an einer Geländekante im nördlichen Hintaus. Sie umfasst auf einer Länge von 150 Metern 16 Keller, mehrheitlich in Schildmauerform, viele in schlechtem Zustand. |
| ja   | Datei hochladen | Petrusberg, Windpassing                               | KG: Windpassing Standort     | Die einzeilige Einzelkellergasse liegt weit außerhalb der Ortschaft auf einem Hügel. Sie umfasst auf einer Länge von 200 Metern 16 Keller, viele in schlechtem Zustand. |

| Foto:                    | Fotografie der Kellergasse (Gesamtheit). Klicken des Fotos erzeugt eine vergrößerte Ansicht. Daneben finden sich zwei Symbole: \| Weitere Bilder vorhanden \| Das Symbol bedeutet, dass weitere Fotos des Objekts verfügbar sind. Durch Klicken des Symbols werden sie angezeigt. \| \| Eigenes Foto hochladen \| Durch Klicken des Symbols können weitere Fotos des Objekts in das Medienarchiv Wikimedia Commons hochgeladen werden. \| |
| Name:                    | Bezeichnung der Kellergasse |
| Standort:                | Es ist die Katastralgemeinde (KG) angegeben. Durch Aufruf des Links Standort wird die Lage der Kellergasse in verschiedenen Kartenprojekten angezeigt. |
| Beschreibung             | Kurze Beschreibung der Kellergasse |
| Weitere Bilder vorhanden | Das Symbol bedeutet, dass weitere Fotos des Objekts verfügbar sind. Durch Klicken des Symbols werden sie angezeigt. |
| Eigenes Foto hochladen   | Durch Klicken des Symbols können weitere Fotos des Objekts in das Medienarchiv Wikimedia Commons hochgeladen werden. |